# Френсіс Кук
Сер Френсіс Кук, 1-й баронет, 1-й віконт (23 січня 1817 - 17 лютого 1901) — британський купець і колекціонер мистецтва. 

## Раннє життя
Кук народився 23 січня 1817 року в Клепемі, Лондон. Він був сином Вільяма Кука і Мері Енн (до шлюбу Лейнсон) Кук. 

## Кар'єра
У 1833 році Кук почав працювати в компанії свого батька Cook, Son & Co. (Лондон), де торгував вовною, бавовною, льоном та шовком після поїздок по Європі та на Близькому Сході. У 1869 року він став його керівником, піднявшись до числа трьох найбагатших людей Великої Британії. 
Кук був титулований 1-м Вісконтом Монсеррату, Сінтра, Португалія, а 10 березня 1886 р. —  1-м Барон Куком, з Doughty House, Річмонд, Суррей.

### Колекції
У 1849 році Кук купив Doughty House в Річмонді, а в 1855 р. — маєток Монтсеррат у Сінтрі, Португалія. Він відновив і став 1-м вісконтом Монтсеррату.
Кук почав колекціонувати класичну скульптуру наприкінці 1850-х років. Перші особливо цінні картини у нього з'явились у 1868 році, коли його радником став сер Джон Чарльз Робінсон (1824–1913), колишній куратор музею Вікторії та Альберта . 
У воїй колекції Кук до 1876 року вже мав 510 значущих робіт, а в 1885 р. добудував Довгу галерею до свого будинку, щоб вмістити зростаючу колекцію, зробивши цю галерею відкритою для науковців. 
Його колекція була залишена старшому синові та його спадкоємцям. 
У 2017 році картина, приписана Леонардо да Вінчі під назвою "Сальватор Мунді", була продана за 450 мільйонів доларів аукціонним домом Крістіз саудівському принцу Бадру бін Абдулла біну Мухаммеду біну Фархану. Ця картина, придбана Френсісом Куком у 1900 році, була продана в червні 1958 року Сотбі всього за 45 фунтів стерлінгів, оскільки сім'я вважала, що художником був Джованні Антоніо Болтраффіо, сучасний і студійний товариш да Вінчі. 

## Особисте життя
1 серпня 1841 року Кук одружився з Емілі Мартою Лукас, дочкою Роберта Лукаса. Разом вони були батьками: 
- Фредерік Кук (1844–1920), який одружився з Мері Енн Елізабет Коттон (пом. 1913), дочкою Річарда Пейна Коттона.
- Емілі Джейн Кук (1849–1915), яка одружилася з сером Естоном Генрі Сарторіусом (1844–1925), сином адмірала флоту сера Джорджа Роуза Сарторіуса, у 1874 році.
- Уїндам Френсіс Кук (1860–1905), який одружився з Фредерікою Евелін Стилвелл Фріланд (пом. 1925) у 1887 р. [12]

Емілі померла 12 серпня 1884 року. 1 жовтня 1885 року він вдруге одружився з американською феміністкою, біржовою брокеркою і колишньою ясновидицею, Теннессі Селест Клафлін (1844–1923).  Вона була дочкою Рувена-Бакмана Клафліна, започаткувала власну компанію за допомогою Корнелія Вандербільта.  Її сестра Вікторія Вудгалл була першою жінкою, яка балотувалася на Президента Америки. 
Кук помер 17 лютого 1901 року  залишивши нерухомість вартостю 1 600 000 фунтів стерлінгів  і був похований на Вест-Норвудському цвинтарі . Керівництво справами Кука перейшло до його сина Фредерік. Його вдова, леді Кук, померла в 1923 році. 

## Твори у колекції
- Три Марії над гробом, Хуберт ван Ейк (Музей Бойманса-ван Бенінгена, Роттердам)
- Жінка готує яєчню, Дієго Веласкес (Національна галерея Шотландії, Едінбург)
- Христос біля стовпа, автор Антонелло да Мессіна ( Музей дю Лувр, Париж)
- Портрет дами, Франсуа Клуе ( Національна художня галерея, Вашингтон)
- Жінка у своїй вбиральні, від Габріель Метсю (Фонд Нортона Саймона, Пасадена, Каліфорнія).

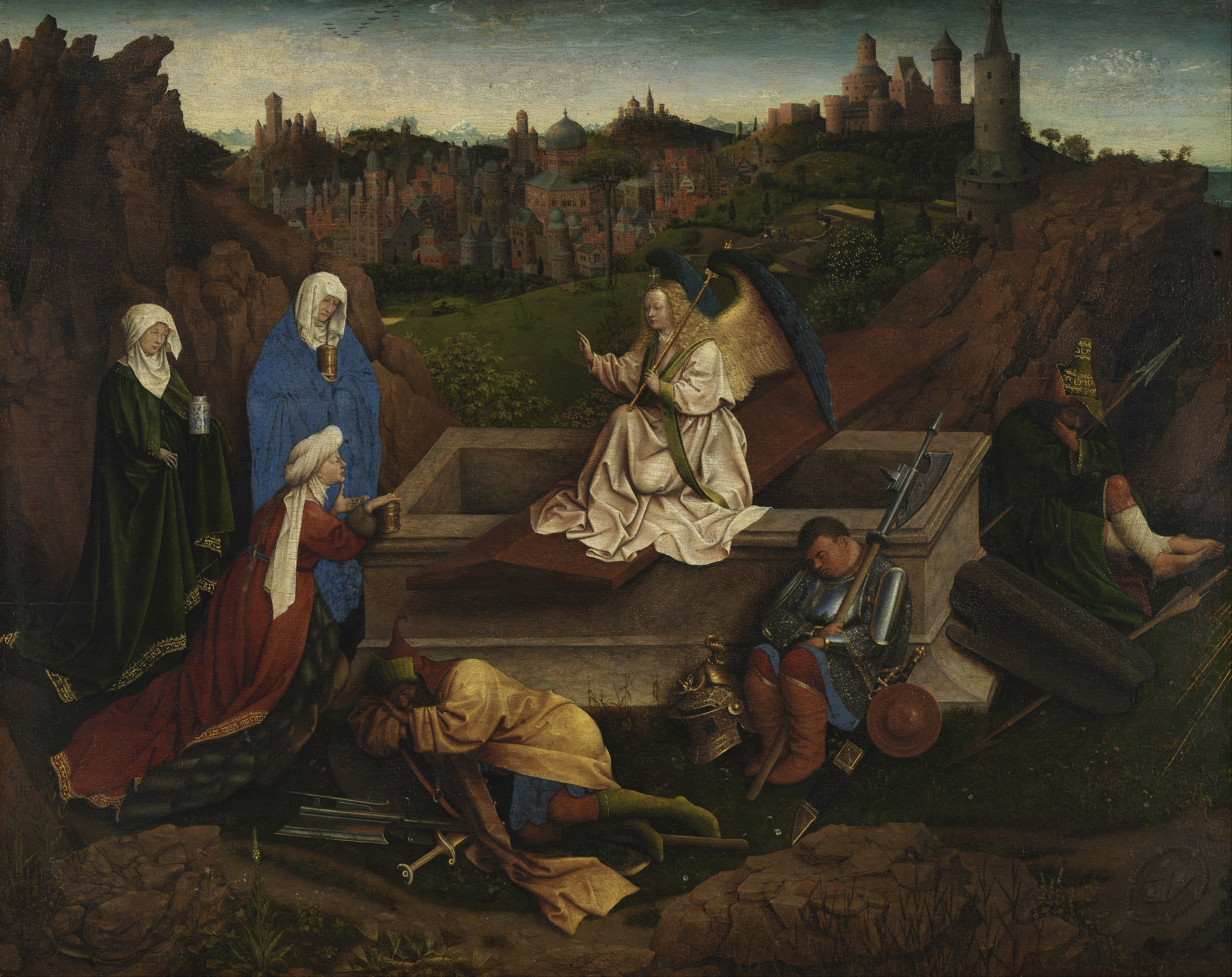
"Три Марії над Гробом" Губерта ван Ейка
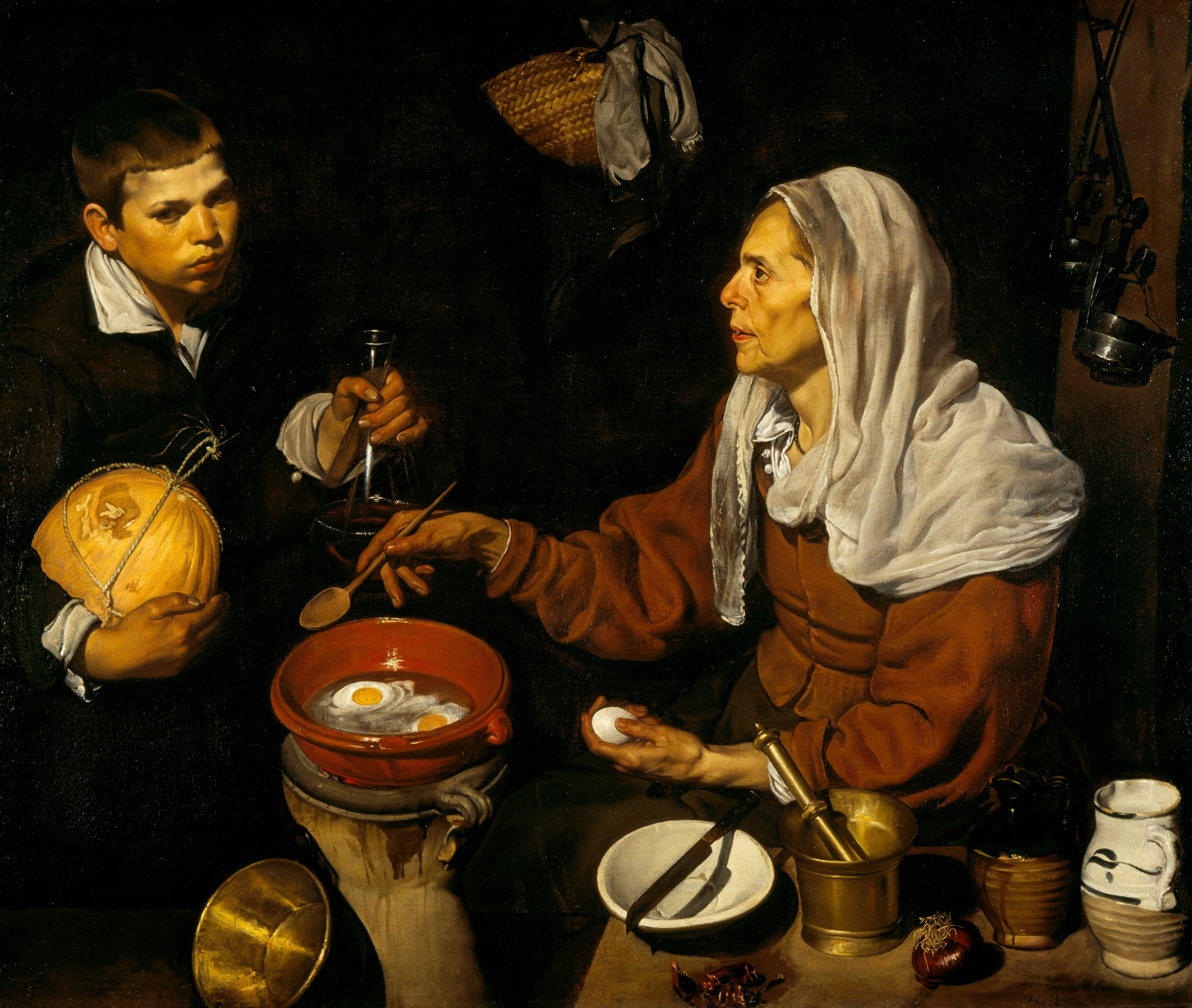
"Жінка готує яєчню" Дієго Веласкеса
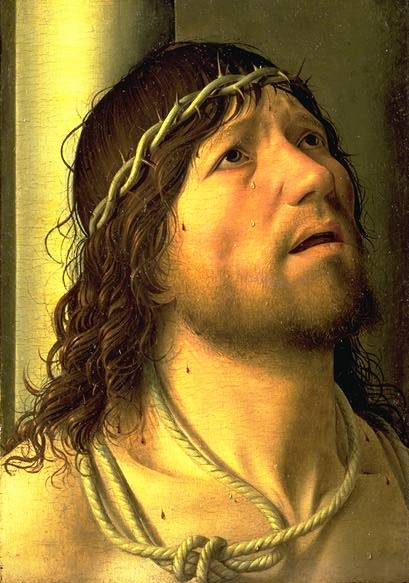
"Господь біля стовпа" Антонелло да Мессіни
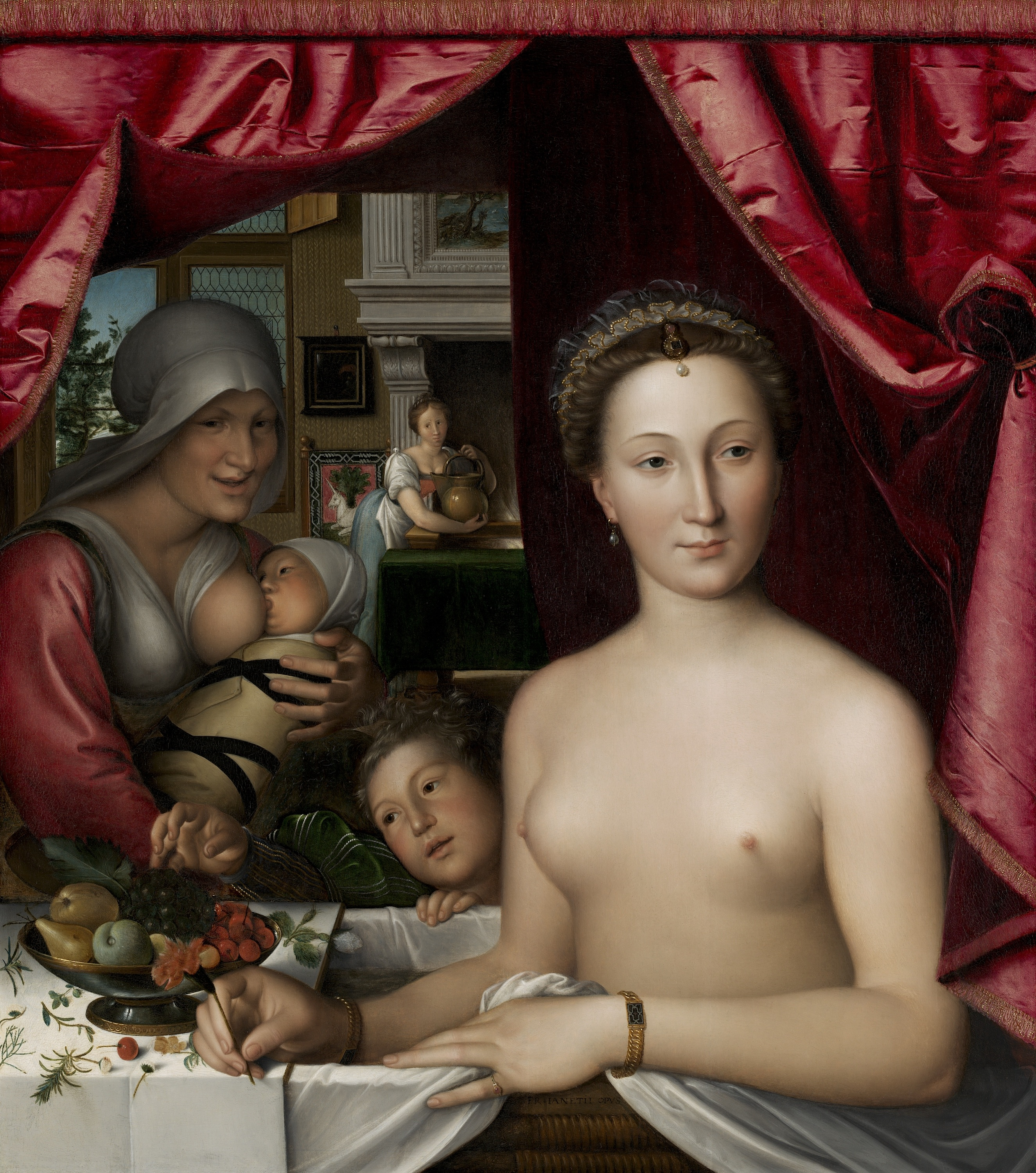
"Портрет дами" Франсуа Клуе
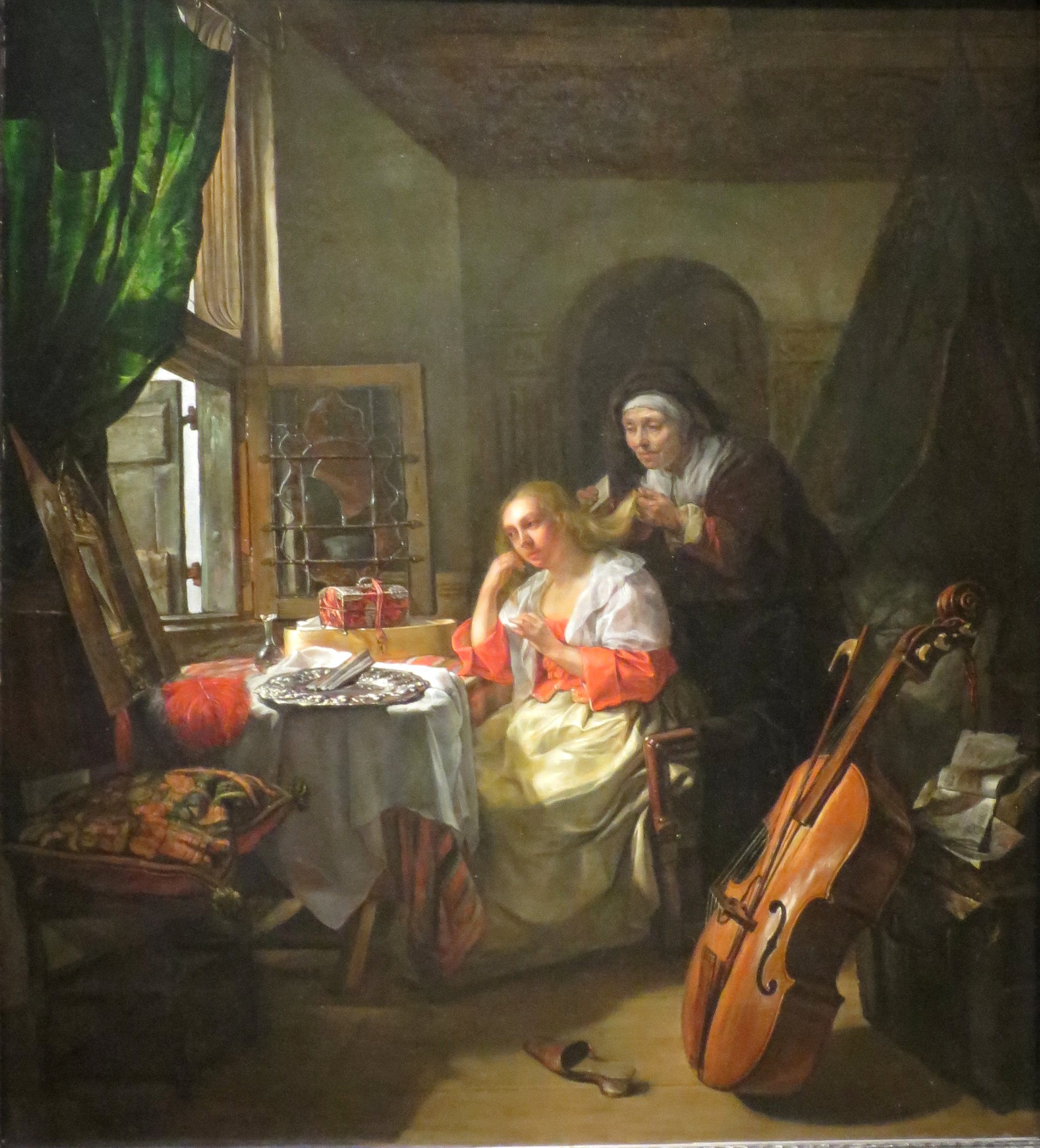
"Жінка у своїй вбиральні" Габріеля Метсю